# Il robot scomparso
Il robot scomparso (Little Lost Robot) è un racconto fantascientifico scritto da Isaac Asimov. Pubblicato per la prima volta nel marzo del 1947 sulla rivista Astounding Science Fiction, fa parte delle antologie Io, Robot (1950), Tutti i miei robot (1982) e Sogni di robot (1986). È stato tradotto per la prima volta in italiano nel 1963 in Io, Robot come Il piccolo robot perduto e in seguito anche come Il piccolo robot smarrito.
Da questo racconto è stato tratto un adattamento per la serie televisiva antologica Out of This World, diretto da Leo Lehman nel 1962 per la Associated British Corporation, che segna anche la prima apparizione sugli schermi del personaggio di Susan Calvin, interpretata da Maxine Audley. È l'unico episodio della serie che sopravviva attualmente negli archivi.

## Trama
Sull'Iperbase, una stazione militare di ricerca su un asteroide, gli scienziati stanno lavorando per lo sviluppo dell'unità per i viaggi nell'iperspazio. Uno dei ricercatori, Gerald Black, perde le staffe e manda a quel paese con epiteti molto coloriti Nestor-10, un modello NS-2, ovvero un robot in dotazione agli scienziati della suddetta base. Obbedendo letteralmente all'ordine, Nestor-10 si nasconde in modo da non essere più trovato. Ed è proprio in questo frangente che la U.S. Robots manda la robo-psicologa Susan Calvin e il matematico Peter Bogert per scovarlo e recuperarlo. Durante le loro indagini però vengono a scoprire che il robot scomparso si è mimetizzato in mezzo ad altri 62 robot fisicamente identici a lui, rendendo l'impresa un vero rompicapo, dato che i due dovranno riuscire a capire chi è l'automa latitante grazie all'ausilio della logica.
Ma questo robot in particolare è diverso. Dato che nell'Iperbase si lavorava con i raggi gamma, non dannosi a bassi dosaggi per l'essere umano ma letali per il cervello positronico dei robot, dei robot normali non potevano essere utilizzati perché avrebbero rilevato delle radiazioni nella zona, ma senza conoscerne il tipo avrebbero supposto si trattasse di radiazioni letali e avrebbero allontanato tutti gli esseri umani presenti. Per questo, il modello NS-2 ha ricevuto la prima legge della robotica modificata, in modo tale che gli risultasse imposta soltanto la parte in cui dice "Un robot non può recar danno a un essere umano", mentre è stata omessa completamente la parte sul non permettere che l'umano potesse ricevere danno a causa di un suo mancato intervento. Di conseguenza, l'automa permetterebbe ai ricercatori di lavorare, ma se ne starebbe anche fermo, con le mani in mano, mentre un essere umano potrebbe aver bisogno di aiuto o essere addirittura in pericolo di vita.
Il robot, quindi, deve essere a tutti i costi ritrovato perché se l'opinione pubblica venisse a conoscenza di un automa che non segue a pieno la prima legge, scatenerebbe una protesta, anche se l'automa non fosse comunque in grado di danneggiare direttamente un essere umano. Tuttavia – aggiunge la dottoressa Calvin – ci sarebbe una situazione in cui la suddetta legge modificata potrebbe consentire a un robot di danneggiare o addirittura uccidere una persona: il robot potrebbe ad esempio lasciar cadere un peso su di un essere umano, lasciando ricadere la colpa sulla gravità e non sul suo operato.
Così, dopo aver interrogato ogni robot separatamente, Calvin comincia a pensare che il Nestor modificato possa aver acquisito un complesso di superiorità rispetto all'essere umano e che, quindi, potrebbe aver addirittura guadagnato la capacità di far direttamente del male al suo creatore. Ma grazie a un astutissimo ultimo colpo di genio, Calvin riesce a farlo uscire allo scoperto, cogliendolo in flagrante, dopo che l'automa ha un attimo di esitazione provocatogli sicuramente dal suo supposto complesso di superiorità. Infatti la psicologa aveva messo tutti i robot insieme in una stanza in cui ella era seduta e su cui veniva fatto cadere un peso per poi essere fermato da un raggio di energia. Aveva detto ai robot che se avessero rilevato una qualsiasi radiazione tra loro e lei, non si sarebbero dovuti muovere perché li avrebbe uccisi. Ma solo un NS-2 modificato sapeva rilevare i tipi di radiazione: vedendo che non c'era alcuna radiazione letale, ma solo una radiazione infrarossa, il robot, a causa del suo complesso di superiorità, si alza per soccorrere l'umana. Nestor-10, avendo perso la sfida "mentale" che aveva perpetrato, cerca di aggredire la robo-psicologa che viene salvata all'ultimo momento da un raggio gamma applicato dal dottor Bogert che uccide il robot.